# Jeanette Oppenheim
Jeanette Oppenheim (født 24. august 1952 på Frederiksberg) er en dansk advokat og tidligere politiker.
Hun er advokat med møderet for Højesteret. Fra 1982 til 1984 sad hun i Københavns Borgerrepræsentation som repræsentant for Det Konservative Folkeparti og var ordfører for den konservative gruppe i bolig- og saneringsspørgsmål.
Fra 1984 til 1989 sad hun i Europa-Parlamentet og har desuden været suppleant i De Konservatives folketingsgruppe.